# Haluk Ulusoy
Haluk Ulusoy (* 6. Mai 1958 in Of in der Provinz Trabzon) ist ein ehemaliger türkischer Sportfunktionär und Unternehmer. Er war unter anderem Verbandspräsident der Türkischen Fußball Föderation (TFF) und derzeitiger Vereinsratsmitglied von Galatasaray Istanbul.

## Sportfunktionär und -mitgliedschaften
| Amtszeit | Von       | Bis       | als …             |
| -------- | --------- | --------- | ----------------- |
| 51.      | Sep. 1992 | Aug. 1995 | Vorstandsmitglied |
| 52.      | Aug. 1995 | Juni 1996 | Vorstandsmitglied |
| 53.      | Juni 1996 | Juli 1997 | Vorstandsmitglied |
| 54.      | Juli 1997 | Aug. 1997 | Vorstandsmitglied |
| 55.      | Sep. 1997 | Okt. 1997 | Vizepräsident     |
| 56.      | Nov. 1997 | Dez. 1997 | Präsident         |
| 57.      | Dez. 1997 | Juni 2000 | Präsident         |
| 58.      | Juni 2000 | Juli 2004 | Präsident         |
| 60.      | Jan. 2006 | Feb. 2008 | Präsident         |

1976 war Ulusoy Vereinspräsident beim regionalen Istanbuler Amateurverein Yeşilköy Spor Kulübü. Zwischen 1983 und 1987 war er auch Vereinspräsident beim türkischen Profi-Zweitligisten Mersin İdman Yurdu. Danach gründete er den Sportverein Mersin Polis Gücü und begleitete diesen für zwei Amtszeiten als Vereinspräsident. Er war auch der Vereinspräsident von Kuşadasıspor und Sökespor. Des Weiteren war er auch der Vizepräsident von Karşıyaka SK und Denizlispor.
Von 1992 bis 2004 gehörte Ulusoy ununterbrochen zum Vorstand der Türkischen Fußball Föderation (TFF) an, davon zwischen 1992 und 1997 als reines Vorstandsmitglied. Danach 1997 Vizepräsident der TFF. Bei der 56. TFF-Präsidentsamtszeit wurde er 1997 für zwei Monate zum Interims-Verbandspräsidenten ernannt, die darauffolgende TFF-Präsidentswahl im gleichen Jahr wurde er zum TFF-Verbandspräsident gewählt und wurde dabei von der Bande von Mehmet Ağar und vom ehemaligen Galatasaray-Präsident Alp Yalman unterstützt. Dieses Amt begleitete er bis Juli 2004 ununterbrochen. In dieser Zeit wurde er zweimal wiedergewählt und fiel auch der bisher größte Erfolg der türkischen A-Fußballnationalmannschaft mit dem 3. Platz bei der Fußball-Weltmeisterschaft 2002. 2004 musste er das Amt niederlegen, weil er die damalige gesetzliche Bedingung nicht erfüllte, nach der nur Personen mit Hochschulabschluss ein Präsidenten-Amt der TFF begleiten durften. Diese Regelung wurde aber inzwischen durch das türkische Verfassungsgericht aufgehoben.
2006 trat der amtierende TFF-Verbandspräsident Levent Bıçakçı zurück, aufgrund des Skandals der türkischen A-Fußballnationalmannschaft der Herren im Weltmeisterschafts-Qualifikationsspiel gegen die Schweiz innerhalb des UEFA-Raums, wofür der TFF für seine A-Nationalmannschaft und vereinzelte A-Nationalspieler sanktioniert wurden und nebenbei war Bıçakçı seit 2004 Mitglied der UEFA-Rechtskommission (Interessenkonflikt). Bei den vorgezogenen TFF-Präsidentswahlen 2006 zur 60. Amtszeit wurde Ulusoy nach einer Unterbrechung erneut zum Verbandspräsidenten gewählt und ernannt, er wurde dabei unter anderem von der türkischen Mafia unterstützt und gewann die Wahl knapp mit 109:102 Stimmen. Die 60. TFF-Amtszeit dauerte für Ulusoy knapp über zwei Jahre, danach musste er 2008 bei den vorgezogenen TFF-Präsidentswahlen sein Verbandspräsidentsamt abgeben und der Nachfolger wurde Hasan Doğan.
Im Januar 2014 wurde der ehemalige TFF-Präsident zum Vereinsratsmitglied von Galatasaray Istanbul ernannt, womit Ulusoy zum höchsten Beratungsgremiums des Vereins angehört. 2015 wollte sich Ulusoy erneut als TFF-Präsidentswahlkandidat aufstellen, wofür er mindestens 59 Unterschriften benötigte von TFF-Delegierten. Ulusoy hatte 65 Unterschriften gesammelt, davon wurden 26 als Duplikate für ungültig erklärt. Somit hatte Ulusoy nur noch 39 gültige Zustimmungen und konnte sich damit nicht mehr als TFF-Präsidentswahlkandidat aufstellen.

### Vorkommnisse während seiner TFF-Amtszeiten
- fehlgeschlagene Liganamenssponsoring mit Telsim (1999)
- Rundfunkübertragungsrechte der türkischen A-Länderspiele wurden ohne Ausschreibung an türkischen Pay-TV vergeben, dagegen ging der türkische Jugend- und Sportminister Fikret Ünlü vor und es wurde per Dekret verordnet sie wieder an türkischen Free-TV zu vergeben.[15]
- Vorwurf der Bevorteilung Galatasarays beziehungsweise Ungleichbehandlung (Wettbewerbsverzerrung),[9][16] wovon Galatasaray Istanbul profitiert hat,[17] indem zum Beispiel Galatasaray bei seiner Europapokalteilnahme 2000/01 gestattet wurde drei nationale Ligaspiele zu einem späteren Zeitpunkt auszuspielen, um sich mehr auf die Europapokalspiele zu konzentrieren. In der Saison 2001/02 wurde es dem Galatasarays Erzrivalen und Europapokalteilnehmer Fenerbahçe Istanbul eine Spielverlegung-Beantragung abgelehnt. In der Europapokalteilnahme 2001/02 Galatasarays wurde Galatasaray im März 2002 erneut eine Spiel-Verschiebung eines nationalen Ligaspiels eingeräumt,[16] für den Schlussspurt der 2. Gruppenphase der Champions League.[18] Der Doppelstandard führte im gleichen Monat zu Demonstration und dort zum Protestaufruf „Ulusoy istifa“ (deutsch Ulusoys Rücktritt).[19]
- Zur Saison 2000/01 wurde erstmals die Meistersternvergabe der Türkischen Fußball Föderation eingeführt, die anfänglich nur für Süper-Lig-Meisterschaften, also ab 1959, zählten.[20]
- etc.

### Trivia
- während der insgesamten neunjährigen TFF-Präsidentschaft Ulusoys zwischen 1997 und 2008 wurde Galatasaray sechsmal Süper-Lig-Meister,[9] womit Galatasaray nach Süper-Lig-Meisterschaftsanzahlen seinem Erzrivalen Fenerbahçe aufholen und temporär überholen konnte.
- nach Haluk Ulusoy benannt …
  - Şemikler Haluk Ulusoy Tesisleri (deutsch Şemikler Haluk Ulusoy Anlagen), Sportanlage von Denizlispor, im Denizli Stadtteil Şemikler[21]
  - İncekum Haluk Ulusoy Stadyumu (deutsch Incekum Haluk Ulusoy Stadion) für ca. 1.500 Zuschauer im Alanya Stadtteil İncekum, worauf unter anderem die U19-Junioren von Alanyaspor ihre Spiele bestreiten.[22]
  - Samsun Doğupark Haluk Ulusoy Suni Çim Saha (deutsch Samsun Ostpark Haluk Ulusoy Kunstrasenfeld) in Samsun[23]
  - Trabzon Haluk Ulusoy Kamp ve Eğitim Tesisleri (deutsch Trabzon Haluk Ulusoy Campus und Ausbildung Anlagen) in Trabzon und es an Trabzonspor vermietet ist; der Mieter entfernte im Januar 2014 den Namen „Haluk Ulusoy“ von den Anlagen,[24] wobei Ulusoy im gleichen Monat zum Vereinsratsmitglied des Ligarivalen Galatasaray ernannt wurde.[11]
- sein mafiöser Schutzpatron ist Kurban Yazoğlu aus Bayburt / Of[25]

## Unternehmer
Vor und neben seiner Sportfunktionär-Tätigkeiten war Ulusoy Mitglied des Führungsvorstands der Ulusoy-Holding und für eine Zeit auch der Vorsitzender der Ulusoy Turizm A.Ş. (deutsch Ulusoy Tourismus AG). 2012 übernahm er die Direktion des Verkehrsunternehmens Varan beziehungsweise deren Namensrechte und 2016 stellte das Verkehrsunternehmen insolvenzbedingt den Dienst ein, aufgrund konkurrierenden inländischen Billigfluglinien und daraus der entwickelte Rückgang der Nachfrage. Die Namensrechte „Varan“ wurden veräußert und kehrte 2020 als Verkehrsunternehmen zurück, wobei Ulusoy damit nichts mehr zu tun hat.